# Kees van Wonderen
Kees van Wonderen (n. Bergen, 4 de enero de 1969) es un exfutbolista neerlandés que jugaba en la demarcación de defensa. Actualmente está sin club.

## Selección nacional
Jugó un total de cinco partidos con la selección de fútbol de los Países Bajos. Debutó el 13 de octubre de 1998 en un partido amistoso contra Ghana, encuentro que finalizó con un resultado de empate a cero. Sus cinco partidos internacionales fueron amistosos, siendo el quinto y último contra Marruecos y con un marcador final de 1-2 a favor del combinado marroquí.

## Clubes

### Como futbolista
| Club                  | País         | Año       | Partidos | Goles |
| --------------------- | ------------ | --------- | -------- | ----- |
| NAC Breda             | Países Bajos | 1991-1994 | 99       | 26    |
| NEC Nijmegen          | Países Bajos | 1994-1996 | 56       | 6     |
| Feyenoord de Róterdam | Países Bajos | 1996-2004 | 203      | 5     |

### Como entrenador
| Club                             | País         | Año       |
| -------------------------------- | ------------ | --------- |
| Selección sub-17 de Países Bajos | Países Bajos | 2015-2017 |
| Selección sub-18 de Países Bajos | Países Bajos | 2015-2018 |
| Go Ahead Eagles                  | Países Bajos | 2020-2022 |
| SC Heerenveen                    | Países Bajos | 2022-2024 |
| Schalke 04                       | Alemania     | 2024-2025 |